# Đường sắt Bagdad

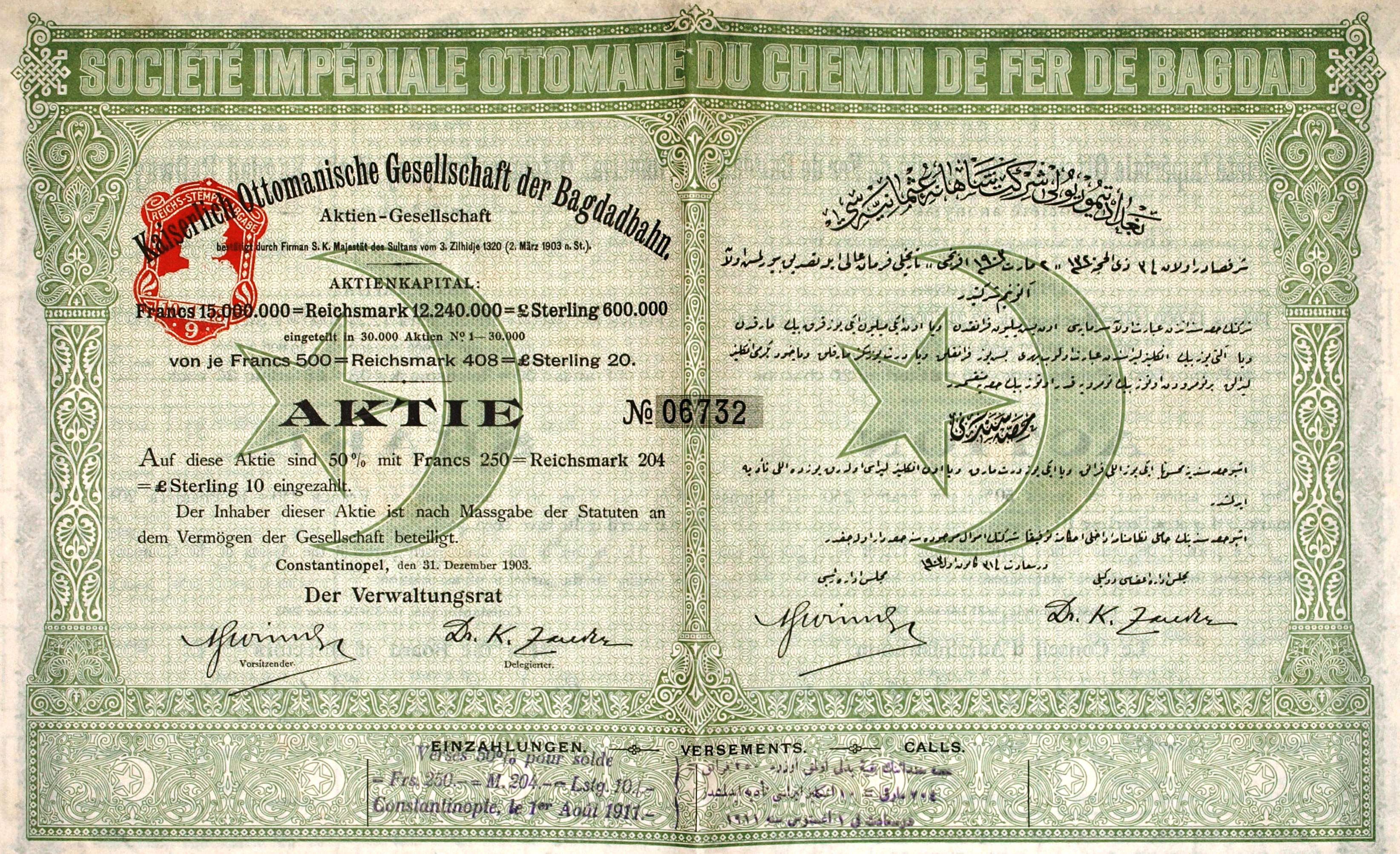
Cổ phần đường sắt Bagdad, phát hành vào ngày 31 tháng 12 năm 1903

Đường sắt Bagdad (chữ Anh: Baghdad railway, chữ Thổ Nhĩ Kì: Bağdat demiryolu, chữ Đức: Bagdadbahn, chữ Arabi: سكة حديد بغداد, chữ Pháp: Chemin de fer Berlin-Bagdad), hoặc gọi đường sắt Berlin-Bagdad, đường sắt 3B (Berlin-Byzantium- Bagdad), là một tuyến đường sắt được xây dựng từ năm 1903 đến năm 1940, nối liền Berlin của đế quốc Đức và Bagdad của đế quốc Ottoman lúc đó, để tiện người Đức thiết lập cửa cảng ở vịnh Ba Tư, trong đó có 1.600 km tuyến đường đi qua khu vực Thổ Nhĩ Kì, Syria và Iraq hiện giờ.
Ngày 28 tháng 7 năm 1912, Đức và Anh đã đạt tới thoả thuận về đường sắt Bagdad, điều này sẽ có thể hoà hoãn bầu không khí thù địch cấp bách và áp lực canh tranh đến từ lúc Đức tuyên bố thi công tuyến đường sắt. Sau khi trải qua một loạt cuộc đàm phán gian nan, Đức và Thổ Nhĩ Kì đã đồng ý không thi công nhánh đường sắt nối liền Basra với vịnh Ba Tư. Anh Quốc liên tục không ngừng trù liệu, suy tính nhằm ngăn cản Đức tiến vào khu vực vùng vịnh giàu có đầy đủ. Đường sắt tuyến đường dài này được thi công do Đức bỏ vốn, là muốn cho Bagdad nối liền nhau với Constantinople của Thổ Nhĩ Kì. Chiếu theo thoả thuận năm 1903, Đức có quyền quản lí đường sắt đó, thời hạn 99 năm.
Việc hoàn thành công trình đã mất mấy chục năm, đến lúc đại chiến thế giới lần thứ nhất bùng nổ đột ngột, đường sắt vẫn cách mục tiêu hơn 960 km. Đường sắt sau cùng đến Bagdad bắt đầu xây dựng vào cuối niên đại 1930, và đoàn xe lửa chuyến đầu tiên từ Istanbul đến Bagdad khởi hành vào năm 1940.
Tiền của, công trình và xây dựng chủ yếu do ngân hàng Deutsche - ngân hàng chủ yếu của đế quốc Đức và công ti Philipp Holzmann đưa ra và cung cấp, công ti đó đã xây dựng đường sắt Anatolia vào niên đại 1890, nối liền Constantinople, Ankara và Konya. Đế quốc Ottoman hi vọng duy trì kiểm soát bán đảo Arabi, đồng thời mở rộng sức ảnh hưởng của nó đến biển Đỏ, đến Khedive Ai Cập thuộc về Ottoman trên danh nghĩa (mãi đến năm 1914), nhưng bản thân bị quân sự Anh Quốc thống trị từ sau cuộc khởi nghĩa Urabi năm 1882. Nếu đường sắt hoàn thành, nước Đức sẽ lấy được mỏ dầu khả nghi ở Mesopotamia, đồng thời cũng kết nối cảng Basra ở vịnh Ba Tư. Sau này sẽ cung cấp gắn kết trực tiếp cho vùng phía đông của đế quốc thực dân Đức, đồng thời đã tránh sông đào Suez do Anh và Pháp kiểm soát.
Đường sắt ngay lập tức trở thành nguồn gốc của một loạt tranh chấp quốc tế sau đại chiến thế giới lần thứ nhất. Mặc dù có người cho biết những tranh chấp này đã giải quyết vào năm 1914 trước khi chiến tranh bắt đầu, nhưng cũng có người cho biết bản thân đường sắt là nguyên nhân đại chiến thế giới lần thứ nhất bùng nổ. Khó khăn kĩ thuật gặp phải ở mạch núi Taurus và vấn đề ngoại giao có nghĩa là đến năm 1915 đường sắt vẫn có 480 kilômét chưa xây dựng, đã hạn chế nghiêm trọng công cụ Anh Quốc chiếm lĩnh Bagdad trong thời gian chiến tranh, nhưng mà đường sắt Hejaz ở phía nam thì bị đội du kích do T. E. Lawrence tấn công. Công trình khôi phục vào niên đại 1930 và hoàn thành thi công vào năm 1940.

## Tóm tắt
Đường sắt bắt đầu từ eo biển Bosporus qua Bagdad đến vịnh Ba Tư. Cuối niên đại 80 thế kỉ XIX, nước Đức vì mục đích tranh đoạt bá quyền thế giới nên mở rộng thực thi chính sách đông tiến, đem thế lực thò vào Cận Đông, trù tính thi công một đại đường sắt, khiến cho nó nối tiếp nhau với đường sắt ở lục địa châu Âu, trở thành một tuyến đường sắt lớn từ Hamburg, Berlin qua Constantinople (tức Istanbul ngay nay) và Bagdad đến vịnh Ba Tư. Đường sắt này không chỉ khiến cho thế lực Đức kiểm soát Thổ Nhĩ Kì mà hơn nữa uy hiếp nghiêm trọng các khu vực như Cáp-ca, Ba Tư và Ấn Độ thuộc Anh. Do đó bị sự phản đối và phá hoại ngầm của Nga, Pháp, đặc biệt là Anh.
Năm 1888, nước Đức lấy được quyền tô nhượng xây dựng đường sắt từ eo biển Bosporus đến Ankara từ đế quốc Ottoman, đồng thời thành lập Công ti Đường sắt Anatolia (CFOA) đảm trách thi công.
Năm 1889, căn cứ vào chỉ thị của hoàng đế Đức, công ti lấy được quyền tô nhượng từ đế quốc Ottoman vào tháng 1 năm 1893 nhằm mở rộng đường sắt đến Konya. Anh Quốc phản đối mãnh liệt, Đức lập tức uy hiếp phản đối lợi ích của Anh ở Ai Cập, Anh bị ép nhượng bộ.
Năm 1896, đường sắt được xây dựng.
Năm 1903, Đức lại lấy được quyền tô nhượng thi công đường sắt từ Konya mở rộng về phía trước qua Bagdad đến vịnh Ba Tư. Anh và Pháp phản đối mãnh liệt về sự việc đó, trải qua đàm phán phức tạp, Anh Quốc vẫn kiên quyết không đồng ý lấy Kuwait là điểm cuối của tuyến đường sắt.
Ngày 15 tháng 6 năm 1914, hai nước Anh - Đức kí tắt hiệp định Grey - Lichnowsky (Edward Grey, tử tước Grey đời thứ nhất của Fallodon đại biểu Anh; Karl Max, hoàng tử Lichnowsky đại biểu Đức), Anh Quốc không còn cố ý gây trở ngại thi công đường sắt đó, Đức cũng cam chịu đường sắt lấy Basra làm điểm cuối, không còn duỗi dài đến vịnh Ba Tư. Không lâu, đại chiến thế giới lần thứ nhất bùng nổ, chưa chính thức kí kết hiệp ước.
Công trình đường sắt Bagdad toàn tuyến kéo dài đến năm 1934 - 1944 thì mới do ba nước Anh, Pháp và Thổ phân đoạn xây dựng, nhưng mà đường sắt đó không còn có sẵn ý nghĩa chính trị quốc tế như trước cuộc đại chiến.

## Bối cảnh
Năm 1487, Bartolomeu Dias, người Bồ Đào Nha, đi biển đường xa đến mũi Hảo Vọng - điểm cực nam của lục địa châu Phi, thông đến Ấn Độ Dương - cửa ngõ sau trên biển của Thái Bình Dương, thế lực thực dân phương Tây liền bắt đầu xâm nhập đế quốc Thổ Nhĩ Kì Ottoman. Người Bồ Đào Nha đến đầu tiên, năm 1515 chiếm Ormus ở cửa vịnh Ba Tư, không lâu, kéo đến Basra thiết lập các cửa tiệm buôn bán. Người Anh Quốc nối gót chân mà đến, năm 1622 kết hợp với Iran đem người Bồ Đào Nha trục xuất khỏi vịnh Ba Tư, năm 1650 thành lập các tiệm buôn của công ti Đông Ấn Anh. Người Pháp không chịu tỏ ra thua kém, đã tiên phong thiết lập lãnh sự ở Basra và Bagdad trong số các nước phương Tây. Nhiều cường quốc mở rộng cạnh tranh kịch liệt, người Anh Quốc dần dần chiếm lấy thượng phong.
Thế kỉ XVIII, Anh Quốc đã khống chế tuyệt đại bộ phận mậu dịch ở vịnh Ba Tư, đồng thời đã kiến lập quan hệ thân thiện với Dawud Pasha (thống đốc) của Bagdad.
Năm 1761, Anh Quốc thiết lập lãnh sự ở Basra, năm 1802 thiết lập lãnh sự ở Bagdad. Nửa sau thế kỉ XIX đến đầu thế kỉ XX, thế lực Anh Quốc từ từ xâm nhập sâu vào lãnh thổ của đế quốc Ottoman. Tuy nhiên, ảnh hưởng của Anh Quốc ở đế quốc Ottoman bị Đức ra sức khiêu chiến mạnh mẽ. Đức giành lấy thắng lợi trong chiến tranh Pháp - Phổ năm 1870 nhằm thực hiện thống nhất đất nước, sức mạnh quốc gia tổng hợp tăng trưởng rất nhanh, bắt đầu tranh giành thuộc địa với Anh và Pháp trong phạm vi toàn cầu. Một trong các hướng bành trướng của nó, chính là đế quốc Thổ Nhĩ Kì Ottoman.
Năm 1872, người Đức giành được chức vụ cố vấn kĩ thuật của đường sắt Balkan.
Sau khi đường sắt Balkan hoàn thành vào năm 1888, Đức lại bỏ vốn mở rộng đến Ankara ở Anatolia.
Năm 1894, Đức thiết lập lãnh sự ở Bagdad, đồng thời mưu tính đem đường sắt Balkan - Ankara tiến một bước mở rộng đến Bagdad. Người Anh Quốc bất an sợ hãi trước sự xâm nhập dần dần của Đức, cực lực phản đối kế hoạch đường sắt Bagdad. Ba phía Anh, Đức và Thổ đã giao thiệp mấy lần, cuối cùng đạt tới thoả thuận vào năm 1914, người Anh Quốc mặc dù cũng đã bị ép buộc xây dựng và quản lí đường sắt, nhưng không thể không đồng ý người Đức chiếm hữu lợi ích nhiều hơn. Lúc đó, trong "cuộc chiến tán tỉnh" chống chính phủ đế quốc Thổ Nhĩ Kì, Đức giành được chủ động hơn, nhà thống trị Thổ Nhĩ Kì tỏ ra thù ghét đối với địa bàn Anh Quốc xâm nhập và công nhận thể chế tập quyền quân sự Đức, có cảm giác thân thiết đặc thù với người Đức, hi vọng nhờ vào thế lực của Đức mà chống lại Anh và Pháp, chấn hưng đế quốc. Do đó, từng bước mang hoài bão hướng về người Đức.
Tháng 10 năm 1913, tướng quân Đức Otto Liman von Sanders dẫn đầu một đoàn cố vấn quân sự to lớn đến Thổ Nhĩ Kì để tổ chức và huấn luyện lục quân Thổ Nhĩ Kì, bản thân Liman đã đảm nhiệm tư lệnh danh nghĩa của lục quân Thổ Nhĩ Kì.
Cuộc khởi nghĩa của thế lực chủ nghĩa dân tộc là hai trong những dấu hiệu cho thấy Thổ Nhĩ Kì ấp ủ biến cách xã hội. Nửa sau thế kỉ XIX đến đầu thế kỉ XX, đế quốc Thổ Nhĩ Kì tự rơi vào khủng hoảng toàn diện, tiếng hô biến cách xã hội ngày càng tăng cao. Các dân tộc phi Thổ Nhĩ Kì đã sống dưới ách thống trị của người Thổ Nhĩ Kì mấy trăm năm phấn khởi kháng chiến, yêu cầu thực hiện dân tộc tự quyết và độc lập.
Tháng 7 năm 1908, đảng Người Thổ Nhĩ Kì Thanh niên (Young Turks) do phe cải cách gốc Thổ Nhĩ Kì hợp thành phát động đấu tranh chính trị bằng vũ trang nhằm đoạt lấy chính quyền. Sau khi lên cầm quyền, đảng đã khống chế một số thủ thuật nhỏ về thể chế chính trị, đem chế độ quân chủ chuyên chính cải thành chế độ quân chủ lập hiến, nhưng hoàn toàn không đụng chạm đến nền tảng thống trị của đế quốc. Tôn chỉ cải cách của đảng là cứu vãn đế quốc mà không lật đổ đế quốc, nó công khai kêu gọi hết lòng trung thành đế quốc, liên tục theo đuổi "chủ nghĩa Đại Ottoman", thực thi chính sách kì thị dân tộc và áp bức dân tộc. Vì nguyên do đó mà vấn đề dân tộc của đế quốc Ottoman không những không thể giải quyết, trái lại càng ngày càng kịch liệt, tiếng nói và sức mạnh phản kháng của các dân tộc phi Thổ Nhĩ Kì ngày một lớn, trong đó, cuộc đấu tranh giành độc lập của dân tộc Arabi chiếm lấy vị trí vô cùng trọng yếu, đặc biệt là kéo người ta chăm chú quan sát.

## Nguyên do sự kiện
Trước thế chiến I, mâu thuẫn chủ yếu giữa các nước đế quốc chủ nghĩa biểu hiện thành mâu thuẫn giữa Anh và Đức. Tập đoàn thống trị Đức, bắt đầu từ niên đại 90 thế kỉ XIX, từ "chính sách lục địa" - tranh thủ xưng bá ở châu Âu chuyển hướng "chính sách thế giới" - đoạt lấy bá quyền toàn cầu, điều này là một sự khiêu chiến nghiêm trọng đối với "đế quốc Đại Anh" vốn đã nắm giữ bá quyền thế giới. Mâu thuẫn sắc nhọn nhất giữa Anh và Đức chủ yếu biểu hiện ở bốn phương diện dưới đây.

### Tranh giành thuộc địa
Trong quá trình quá độ lên chủ nghĩa đế quốc, nước Đức lợi dụng hết mức thành quả của cách mạng công nghiệp lần hai, dốc sức phát triển kinh tế tư bản chủ nghĩa. Đến đầu thế kỉ XX, tổng giá trị sản lượng công nghiệp của Đức đã nhảy lên ở vị trí thứ hai thế giới, vượt qua Anh và Pháp - các nước tư bản chủ nghĩa cũ. Nhưng mà thị trường nước ngoài của Đức nhỏ hẹp, đặc biệt là diện tích thuộc địa ít, đây là một chướng ngại lớn trói buộc kinh tế Đức phát triển từng bước một.
Bernhard von Bülow đảm nhiệm chức vụ tể tướng năm 1900 từng tuyên bố: "Thời đại để cho dân tộc khác chia cắt lục địa và hải dương, và người Đức chúng tôi chỉ đủ hài lòng bầu trời xanh đã qua. Chúng tôi cũng cần yêu cầu vùng đất dưới ánh Mặt Trời cho bản thân". Tuy nhiên, diện tích thuộc địa Anh Quốc lúc đó lớn nhất, trực tiếp bị sự uy hiếp đến từ Đức. Tranh chấp thuộc địa của Anh và Đức càng ngày nổi bật. Một là ở khu vực Trung Đông và Cận Đông. Chủ nghĩa đế quốc Đức tràn trề tham vọng, to tiếng đòi dốc toàn lực mở rộng đến bên trong sông Ơ-phơ-rát và Ti-gơ-rít. "Đường sắt Bagdad sẽ mở đường đến Iran và Afghanistan cho chúng tôi, và trở thành một cây kiếm sắc bén đánh ở hướng Ấn Độ thuộc Anh". Kế hoạch thi công đường sắt Bagdad của Đức đã trực tiếp gây tổn hại lợi ích ở Trung Đông của Anh Quốc, đồng thời uy hiếp đến Ấn Độ thuộc Anh. Hai là ở châu Phi, Đức muốn bành trướng dọc theo đường xích đạo về hai bên, từ Đông Phi đến Tây Nam Phi thiết lập "đế quốc châu Phi xích đạo" cắt chéo lục địa châu Phi. Nhưng đồng thời, Anh Quốc muốn thiết lập một đế quốc xuyên dọc châu Phi, và lại lên kế hoạch thi công một tuyến đường sắt, nối liền thuộc địa châu Á và châu Phi thuộc Anh.

### Tranh giành thị trường sản phẩm
Giữa năm 1870 - 1913, Đức áp dụng công nghệ mới, thiết bị mới, sản xuất công nghiệp đã tăng trưởng 4,6 lần, nhưng Anh Quốc chỉ tăng trưởng 1,9 lần; tỉ trọng Anh Quốc chiếm trong tổng sản lượng công nghiệp thế giới, từ 31,8% vào năm 1870 giảm xuống đến 14% vào năm 1913, nhưng Đức từ 13,2% tăng lên thành 15,7%; ngành công nghiệp của Anh Quốc mất vị trí độc quyền, từ chiếm vị trí thứ nhất thế giới tụt đến vị trí thứ ba, Đức tăng lên đến vị trí thứ hai thế giới, thứ nhất châu Âu; kim ngạch mậu dịch đối ngoại của Đức từ năm 1870 đến năm 1913 tăng lần lượt 1,8 lần, nhưng Anh Quốc chỉ tăng thêm 89%; tỉ trọng của Anh Quốc trong tổng kim ngạch mậu dịch thế giới từ 22% xuống đến 15%; sản phẩm công nghiệp nhẹ của Đức bán chạy ở phạm vi thế giới, nhất là ở châu Âu, điều này gây ra ảnh hưởng rất lớn đối với Anh Quốc lấy công nghiệp nhẹ truyền thống làm chính.

### Tranh giành bá quyền thế giới
Anh Quốc thế kỉ XVIII không chỉ là bá chủ ở châu Âu, lại còn là bá chủ thế giới. Tuy nhiên trong quá trình quá độ lên chủ nghĩa đế quốc, địa vị bá chủ châu Âu và bá chủ thế giới của Anh xuất hiện lung lay. Một là sự trỗi dậy mau chóng của Hoa Kì; hai là sự thành lập đế quốc Đức, khiến cho hình thế của lục địa châu Âu đã phát sinh thay đổi to lớn. Mục tiêu chiến lược của Bismarck về phương diện chính sách đối ngoại đầu tiên là thiết lập bá quyền của Đức ở lục địa châu Âu. Theo cùng sự phát triển mãnh liệt của ngành công nghiệp tư bản chủ nghĩa Đức và nâng cao cấp tốc trình độ khoa học - công nghệ, bắt đầu từ niên đại 90, Đức rõ ràng đã phá vỡ giới hạn của chính sách lục địa, ngước mắt nhìn về tranh đoạt bá quyền thế giới.

### Tranh giành bá quyền trên biển
Nước Anh từ thế kỉ XVIII tới nay là bá chủ trên biển. Đức khẩn cấp mở mang hải quân, chuẩn bị tranh đoạt bá quyền hải dương với Anh. Đức vì mục đích cưỡng đoạt các thuộc địa hải ngoại của Anh nên từ niên đại 80 thế kỉ XIX bắt đầu gia tăng quân phí hải quân.
Năm 1898, nghị viện Đức đã thông qua kế hoạch kiến thiết hải quân khổng lồ, sau hai năm lại đem kế hoạch mở rộng gấp đôi, Wilhelm II, Hoàng đế Đức nói: "Tương lai của Đức ở trên biển", "cây ba chĩa trong tay thần Biển nắm trong tay chúng ta". Lực lượng hải quân Đức tăng trưởng nhanh chóng đạt tới vị trí thứ hai thế giới, chỉ xếp sau Anh Quốc. Đối với Anh mà nói, là không thể nhẫn nhịn được. Tóm lại, trong ba cặp mâu thuẫn (mâu thuẫn Pháp - Đức, mâu thuẫn Nga - Áo và mâu thuẫn Anh - Đức) xuất hiện giữa các nước đế quốc chủ nghĩa, mâu thuẫn Anh - Đức là mâu thuẫn chủ yếu. Việc sản sinh mâu thuẫn này căn nguyên là do mất cân bằng trong phát triển kinh tế - chính trị giữa các nước đế quốc chủ nghĩa gây nên.

### Ngôn ngữ khác
- Mehmet Besirli: Die europäische Finanzkontrolle im Osmanischen Reich der Zeit von 1908 bis 1914. Die Rivalitäten der britischen, französischen und deutschen Hochfinanz und der Diplomatie vor dem ersten Weltk der der der ders Berlin.
- Benno Bickel: Mit Agatha Christie durch die Schluchten des Taurus. Die Bagdadbahn im Spiegel der Literatur und des Reiseberichts, trong Jürgen Franzke (Hrsg.): Bagdadbahn und Hedjazbahn. Deutsche Eisenbahngeschichte im-Vorderen Orient . 2003 trang. 120 trang.ISBN 3-921590-05-1
- Benno Bickel: Zeittafel Bagdadbahn, in: Jürgen Franzke (Hrsg.): Bagdadbahn und Hedjazbahn. Deutsche Eisenbahngeschichte im Vorderen Orient . Nürnberg 2003, trang 160-162.ISBN 3-921590-05-1
- Jgnaz Civelli: Deutsche Schienen trong osmanischem Boden. Eine Virtuelle Reise mit der Anatolischen und Bagdadbahn durch Geschichte, Wahrnehmungen, Raum und Zeit. Fachbuch, 266 Seiten. Zofingen / Zug 2010.ISBN 978-3-640-59495-5 .
- Lothar Groß Sản xuất tại Đức: Deutschlands Wirtschaftsgeschichte von der Industralisierung bis heute Band 1: 1800–1945, Sách theo yêu cầu, 2012,ISBN 978-3-8482-1042-8
- Peter Heigl, Schotter für die Wüste Die Bagdadbahn und ihre deutschen Bauingenieure, Nürnberg 2004.ISBN 3-00-014268-1
- Jürgen Lodemann: Mit der Bagdadbahn durch unbekannte Türkei. Tagebuch einer preiswerten Reise, Eggingen 1990.ISBN 3-925016-62-7
- Johann Manzenreiter, Die Bagdadbahn als Beispiel für die Entstehung des Finanzimperialismus in Europa (1872–1903) = Bochumer historische Studien, Neuere Geschichte, 2, Bochum 1982.
- Helmut Mejcher, Die Bagdadbahn als Instrument deutschen wirtschaftlichen Einflusses im Osmanischen Reich, trong: Geschichte und Gesellschaft 1 (1975), trang 447-481.
- Johannes Müller, Syrien und die Hedschasbahn = Dampf und Reise / Überseeische Eisenbahnen. 1/1989.
- Erika Preissig und Günther Klebes, Eisenbahnbau und Eisenbahnprojekte im Orient und die damit verfolgten wirtschaftlichen und politischen Ziele, trong: Jahrbuch für Eisenbahngeschichte 21 (1989), trang 43 - 102.
- Manfred Pohl, Von Stambul nach Bagdad. Die Geschichte einer berühmten Eisenbahn, München 1999.ISBN 3-492-04113-2
- Manfred Pohl und Jürgen Lodemann, Die Bagdadbahn. Geschichte und Gegenwart einer berühmten Eisenbahnlinie, Mainz 1988.ISBN 3-7758-1189-3
- Gregor Schöllgen, Imperialismus und Gleichgewicht. Deutschland, England und die orientalische Frage 1871–1914, München 1984.
- John B. Wolf, Lịch sử ngoại giao của tuyến đường sắt Bagdad năm 1973.